# Ricardo Lagos
Ricardo Lagos (* 2. března 1938 Santiago de Chile) je chilský politik. Studoval právo na Chilské univerzitě a následně ekonomii na Dukeově univerzitě. V letech 1990 až 1992 působil na postu ministra školství. Dne 11. března 2000 nahradil Eduarda Freie Ruiz-Tagle ve funkci prezidenta Chile. Funkci opustil o šest let později. Jeho synem je politik Ricardo Lagos Weber. Dále má ještě dva potomky.

## Vyznamenání
- rytíř velkokříže s řetězem Řádu zásluh o Italskou republiku – Itálie, 3. března 2000[1]
- Řád bílého dvojkříže I. třídy – Slovensko, 29. června 2001 – udělil prezident Rudolf Schuster[2]
- rytíř velkokříže s řetězem Řádu Isabely Katolické – Španělsko, 1. června 2001[3]
- velkokříž s řetězem Řádu prince Jindřicha – Portugalsko, 26. září 2001[4]
- velkokříž s řetězem Záslužného řádu Maďarské republiky – Maďarsko, 2002[5]
- velkokříž Řádu za zásluhy Polské republiky – Polsko, 5. dubna 2002[6]
- velkokříž s řetězem Řádu rumunské hvězdy – Rumunsko, 2004
- Velký řád krále Tomislava – Chorvatsko, 6. února 2004